# Джирішу-Негру
Джирішу-Негру (рум. Girișu Negru) — село у повіті Біхор в Румунії. Входить до складу комуни Тінка.
Село розташоване на відстані 413 км на північний захід від Бухареста, 38 км на південь від Ораді, 128 км на захід від Клуж-Напоки, 119 км на північний схід від Тімішоари.

## Населення
За даними перепису населення 2002 року у селі проживали 800 осіб.
Національний склад населення села:
| Національність | Кількість осіб | Відсоток |
| -------------- | -------------- | -------- |
| румуни         | 712            | 89,0%    |
| цигани         | 85             | 10,6%    |

Рідною мовою назвали:
| Мова      | Кількість осіб | Відсоток |
| --------- | -------------- | -------- |
| румунська | 741            | 92,6%    |
| циганська | 57             | 7,1%     |